# Storžič
Storžič – szczyt w Alpach Kamnickich, w Słowenii. Na szczyt prowadzi wiele dróg, niezależnie jednak od drogi do pokonania jest około 1000 metrów różnicy wzniesień.